# Antonio Pigafetta
Antonio Pigafetta (Vicenza, ca. 1491 – 1534) was een Venetiaanse ridder die als kroniekschrijver deelnam aan de eerste circumnavigatie van de wereld. De ontdekkingen van Magellaan zijn grotendeels door zijn verslag overgeleverd gebleven. 

## Biografie
Pigafetta behoorde tot een rijke familie van Vicenza. In zijn jeugd studeerde hij astronomie, aardrijkskunde en cartografie.
Als lid van een pauselijke delegatie verbleef hij aan het Spaanse hof. Daar hoorde hij op zijn 26e van de reisplannen van Ferdinand Magellaan en bood hij zich kosteloos aan als assistent. 
Tijdens de reis verzamelde Pigafetta informatie over de geografie, flora, fauna en de inwoners van de verschillende plaatsen die de expeditie bezocht. Het is de grootste bron van informatie over de expeditie, waarbij moet worden aangetekend dat Pigafetta bewondering had voor Magellaan maar een intense hekel aan Elcano, die hij niet eens bij naam noemde. Deze notities zijn ook belangrijk geweest voor de cartografie van de 16de en 17de eeuw.
In 1522 kwam Pigafetta als een van de achttien overlevenden met de Victoria aan in Sevilla. Hij trok naar Valladolid om keizer Karel V zijn handgeschreven verslag ter hand te stellen, waarvan afschriften en vertalingen hun weg vonden naar andere Europese vorsten. Partiële versies verschenen in druk, met als bekendste de uitgave door Maximilianus Transylvanus in 1536. Hij moest de overlevenden van de reis interviewen en heeft op basis van deze gegevens een verslag opgesteld.
Eind 18e eeuw werd een compleet handschrift teruggevonden dat, hoewel niet autograaf, toch het met Spaans doorspekte Veneto-Italiaans van Pigafetta weergaf.

## Manuscripten
- Navigation & découvrement de l'Inde supérieure & îles de Malucque où naissent les clous de girofle, faite par Antonio Pigafetta, vicentin et chevalier de Rhodes, commençant en l'an 1519

## Uitgaven
- Maximilianus Transylvanus en Antonio Pigafetta, Il viaggio fatto da gli Spagniuoli a torno a'l mondo, 1536
- Antonio Pigafetta en Carlo Amoretti, Primo viaggio intorno al globo terracqueo, 1800
- Andrea da Mosto (red.), Il Primo Viaggio Intorno al Globo di Antonio Pigafetta, 1894
- J. Dénucé, Pigafetta. Relation du premier voyage autour du monde par Magellan (1519-1522), in: Recueil de Voyages et de docc. pour servir à l'histoire de la Géographie, XXIV, 1923

## Nederlandse vertalingen
- Antonio Pigafetta, Magalhães' reis rond de wereld. Verslag van een ooggetuige, vertaald door Théo Buckinx, 2001. ISBN 9789025341770
- Antonio Pigafetta, De eerste tocht rond de wereld. De ontdekkingsreis van Fernão de Magalhães, 1519-1522, bewerkt door Hans Plischke, vertaald uit het Duits door J.M.A.G. Hendriks, 1986. ISBN 9789060454909

## Voetnoten
1. ↑  David Abulafia, The Boundless Sea. A Human History of the Oceans, 2019, p. 572

- Bibsys: 90527546
- Biblioteca Nacional de España: XX889523
- Bibliothèque nationale de France: cb12002909h (data)
- Catàleg d'autoritats de noms i títols de Catalunya: 981058617318006706
- Gemeinsame Normdatei: 119316498
- International Standard Name Identifier: 0000 0001 2096 717X
- Library of Congress Control Number: n50036742
- Nationale Bibliotheek van Tsjechië: jn19981001980
- Nationale bibliotheek van Australië: 35422951
- Nationale Bibliotheek van Israël: 987007506192505171
- Nationale Bibliotheek van Polen: a0000001180907
- Nederlandse Thesaurus van Auteursnamen: 069567379
- Réseau des bibliothèques de Suisse occidentale: 02-A003694097
- Istituto Centrale per il Catalogo Unico: PUVV357331
- LIBRIS: 262394
- Système universitaire de documentation: 028134060
- Trove: 947270
- Virtual International Authority File: 100176226